# Рождественская песнь (фильм, 1910)
«Рождественская песнь» (англ. A Christmas Carol) — одна из первых экранизаций одноимённой повести Чарлза Диккенса.
Премьера фильма состоялась 23 декабря 1910 года.

## Сюжет
За день до Рождества Эбенезер Скрудж, прижимистый скряга, отказывается внести свой вклад в благотворительность комитета по оказанию помощи, а затем грубо отвергает своего племянника Фреда, который приходит в его офис. Когда Скрудж возвращается домой, он видит призрак своего бывшего бизнес-партнера Иакова Марли, который предупреждает его о наказании: он будет страдать в следующей жизни, если он не изменит свои взгляды. В ту же ночь Скруджа посещают три духа, которые показывают ему его прошлое, настоящее и будущее, которое ждёт его.

## В ролях
| Актёр          | Роль            |
| -------------- | --------------- |
| Марк Макдермот | Эбенезер Скрудж |
| Чарлз Огл      | Боб Крэтчит     |